# Burgstall Guttenberg
Der Burgstall Guttenberg, auch Altes Schloss oder in der Gegenwart Ruine Guttenberg genannt, ist eine abgegangene mittelalterliche Höhenburg im gemeindefreien Guttenberger Wald oberhalb der Straße zwischen Kist und Reichenberg im Landkreis Würzburg in Bayern.
Die Burg Guttenberg wurde vom Hochstift Würzburg gegen das Erzstift Mainz errichtet, dessen Hoheitsgebiet bis Kist reichte. Die Anlage darf nicht mit dem in der Nähe gelegenen Turmhügel Guttenberg verwechselt werden.

## Geschichte
1231 wurde die Burg erstmals mit dem Ritter Heinrich von Zobel erwähnt, der sich in der Folgezeit Heinrich von Guttenberg nannte. 1303 wurde die Burg in mehrere Burglehen aufgeteilt. Das bischöfliche Lehen wurde schriftlich fixiert:
Andreas Zobel von Heidingsfeld, 1 Teil
Friedrich Zobel von Giebelstadt und Heinrich Zobel von Heidingsfeld, zusammen 1 Teil
Ritter Friedrich Zobel, 1 Teil
Edelknecht Otto und Friedrich Zobel, zusammen 1 Teil
1306/07 erhielt der angeheiratete Vogt Götz von Rettersbach einen halben Anteil an der Burg, und 1319 besaßen die Ritter Conrad und Heinrich Zobel zusammen einen Burganteil. 1327 wurden die Brüder Dietrich Zobel von Guttenberg (auch „Zobel von Gudenberg“) und Berthold Zobel von Heidingsfeld Lehensinhaber der Burg. 1336 bis 1347 wurde Andreas Zobel junior von Heidingsfeld als Teilbesitzer der Burg genannt, wobei 1345 auch Johann Zobel von Giebelstadt und Heinrich Zobel Mitbesitzer waren. Ab 1347 waren Konrad Zobel sowie die Brüder Andreas junior und Friedrich Zobel Besitzer der Burg, und 1349 übernahm Ritter Dietrich Zobel von Guttenberg neben seinem eigenen Burganteil auch den seines Bruders Friedrich. 1366 erhielt Edelknecht Johannes Zobel den Burganteil seines gleichnamigen Vaters und 1384 war Erbolt Zobel von Giebelstadt im Besitz eines Burganteils.
Im 15. Jahrhundert wurden die Angehörigen der Linie Guttenberg mit Anteilen, meistens einem Viertel und Achtel, mit der Burg belehnt. Stephan Zobel zu Giebelstadt verkaufte 1502 seinen Anteil an der Burg, die halbe Burg, mit 1500 Morgen Wald für 3000 Gulden, und 1515 verkauften die Söhne des verstorbenen Georg Zobel die andere Hälfte der Burg, die nach dem vollständigen Verkauf in Würzburger Besitz überging. 1525 wurde die Burg im Zuge des Bauernkrieges zerstört.

## Beschreibung
Die kleine und nur einteilige Burgstelle befindet sich auf etwa 340 m ü. NHN Höhe auf dem Alten Schlossberg und damit rund 50 Höhenmeter über dem Talgrund eines nur periodisch fließenden Baches. Der Alte Schlossberg ist ein nach Ostnordosten gerichteter Bergsporn, der nur an seiner Westsüdwestseite leicht bis zu seinem Gipfelpunkt von 370 m ü. NHN ansteigt, die restlichen Seiten fallen teilweise steil zum Tal ab. Die Anlage war so von Natur aus an drei Seiten gut gegen eine Annäherung geschützt, nur nach Westsüdwesten musste eine stärkere Befestigung angelegt werden.
Die von Norden nach Süden 30 Meter und in Ost-West-Richtung 20 Meter messende Kernburg bildet eine nierenförmige Fläche und liegt auf einer steilwandigen turmhügelartigen Erhebung. Dieser Hügel ist bis auf die Nordostseite von einem Ringgraben umgeben, die Höhendifferenz zwischen Grabensohle und Hügelplateau beträgt noch etwa fünf Meter. Der rund zehn Meter breite Graben zieht sich von der nördlichen Hangkante aus nach Süden, und umläuft die West-, die Süd- sowie teilweise die Ostseite des Kernhügels. Anschließend verläuft er noch einige Höhenmeter den Berghang hinab. Dem nördlichen Teil der Ostseite des Kernhügels ist eine wenige Meter entfernte Hangkante vorgelegt. Eine weitere deutlich künstlich hergestellte Hangkante befindet sich weiter unten an der Nordostseite des Hügels bei Höhenmeter 330, die im Berghang ansetzt, mit der Höhenlinie nach Süden verläuft und anschließend auf den Ausläufer des Grabens trifft, wobei sie unmittelbar vor dem Graben eine Ausbuchtung nach Osten bildet.
Dem Ringgraben ist im Westen sowie im Südwesten ein 75 Meter langer und leicht nach außen gebogener Wall vorgelegt. Dieser erreicht noch eine Höhe zwischen Wallkrone und Grabensohle von fünf Meter, seine Breite beträgt ebenfalls fünf Meter. Dem Wall ist wiederum ein 25 Meter breiter, leicht konvexer äußerer Graben vorgelagert, der sich an seinem Nordende mit dem inneren Graben vereint, im Süden ohne auf den inneren Graben zu treffen an der Hangkante endet. Auch dem äußeren Graben ist in seiner Südhälfte ein heute nur noch sehr flach erhaltener Wall vorgelegt, er erreicht noch eine Breite von vier Meter. Am südlichen Berghang kurz unterhalb des inneren Wallzuges ist eine ovale Vertiefung zu erkennen, deren Zweck nicht bekannt ist.
Bauliche Reste haben sich nur sehr wenige erhalten, unterhalb der Nordostecke des Hügelplateaus sind noch die Reste eines gemauerten Tores sichtbar.
Auf dem Plateau sind wenige Mauerwerksreste eines quadratischen, in Bruchsteinmauerwerk ausgeführten Baues erhalten; in diesem turmförmigen Gebäude findet sich auch ein Gewölbeansatz. Der Bering ist noch gut verfolgbar.
Die Anlage ist als Bodendenkmal mit der Denkmalnummer D-6-6225-0189 „Burgstall des hohen und späten Mittelalters“ sowie als Baudenkmal mit der Denkmalnummer D-6-79-452-1 „Burgruine Guttenberg“ geschützt.